# Verzorgingsplaats Ooiendonk
Verzorgingsplaats Ooiendonk is een Nederlandse verzorgingsplaats aan de A2 Maastricht-Amsterdam tussen afritten 27 en 26 nabij Liempde.
De naam komt van de directe omgeving van de verzorgingsplaats, waar het in vroeger tijden erg drassig moet zijn geweest. Een donk is een heuvel bestaande uit dekzand die voorkomt in het laaggelegen rivierengebied en uitsteekt boven de latere sedimenten. Er moet dus een heuvel zijn geweest.
Bij de verzorgingsplaats is een tankstation van Esso aanwezig.
Aan de andere kant van de snelweg ligt even verderop verzorgingsplaats Velder.
Richting Eijsden:
Haarrijn · 
IJsselstein · 
Bisde · 
De Lucht West · 
Velder · 
't Haasje · 
Roevenpeel · 
Ellerbrug · 
Het Anker · 
Vossedal · 
Knuvelkes
Richting Amsterdam:
Patiel · 
Meerssen · 
Kruisberg · 
Swentibold · 
Bosserhof ·
Meiberg · 
Groote Bleek · 
Ooiendonk · 
De Lucht Oost · 
Lingehorst · 
Jutphaas · 
Ruwiel